# Dizdarlı, Pınarbaşı
Dizdarlı là một xã thuộc huyện Pınarbaşı, tỉnh Kastamonu, Thổ Nhĩ Kỳ. Dân số thời điểm năm 2008 là 130 người.